# Carbon Copy (software)
Carbon Copy ([ˌkɑːbən ˈkɒpi Amer ˌkɑːrbən ˈkɑːpi]IPA ve významu průklep přes kopírák) byl programový balík pro „dálkové ovládání/komunikaci“; na svou dobu obsahoval moderní funkce pro vzdálené sdílení obrazovky, přenos souborů na pozadí a chat („hovor“). Podporoval připojení pomocí modemu (připojeného sériově nebo paralelně) či přes LAN síť. Vyvíjeli jej novoangličtí Microcom pro systémy MS-DOS, Windows i MacOS.

## Přehled
The New York Times jej přiblížil slovy: „můžete sedět u konzole jednoho stroje a vyvolávat programy a soubory uložené na druhém.“ Computerworld čtenářům představil „balíček, zrcadlící každou akci uživatele na dvou připojených počítačích“. Část své uživatelské základny si Carbon Copy získal jako bonusový software, dodávaný k modemu s rychlostí přenosu „300, 1 200 a 2 400 baudů.“ Prodejcem byla společnost Meridian Technology; její britskou dceřinou společnost též akvíroval Microcom.

## Historie
Computerworld referoval o verzích, jak šly po sobě: 3.0 (1986), 1987, 1989. Roku 1991, v době prodeje verze 5.2.2, vydali z marketingových důvodů verzi 6.0 – kvůli koincidenci s vydáním MS/DOSu 5.0. Léta 1994 byla na trhu verze 6.0 pro DOS a též verze 2.0 Carbon Copy Plus pro Windows. Počínaje 1990 byl k dispozici také „Carbon Copy for the Mac“, jistěže pro platformu Macintosh. Postrádal kompatibilitu s vydáním pro PC a rivalem mu byl Timbuktu verzí 3 a 4 od Farallonu.
Programová verze 2.5 pro Windows se dočkala lokalizace (únor 1995); tuzemskou distribuci zajišťoval FinCom. Tvořily ji dvě hlavní aplikace, HOST a HOSTITEL. Spojení bylo možné pouze mezi počítačem se spuštěným HOSTem a strojem s běžícím HOSTITELem; při vzdáleném řízení ovládal HOST počítač HOSTITELe. Na rozdíl od klasických terminálů s nutností konfigurace modemu via AT příkazy přinášel Carbon Copy komfort v podobě tzv. modemových deskriptorů, obsahujících data potřebná pro správné nastavení modemu.
Počeštělou verzi 3.0 pro Windows představil výrobce koncem ledna 1996 na akci v Bratislavě.